# Universiteit van Uppsala
De Universiteit van Uppsala (Uppsala universitet) is een universiteit in Uppsala in Zweden. Het is een van de bekendste universiteiten van het land. De universiteit werd in 1477 gesticht en is daarmee de oudste universiteit van Scandinavië. 
Ze heeft ongeveer 40.000 studenten. De faculteiten zijn over de hele stad verspreid. De universiteit maakt tevens deel uit van de Coimbragroep. Traditioneel studeren de leden van het Zweedse koningshuis aan de Universiteit van Uppsala.
Een bekende bezienswaardigheid is Linnéträdgården, de botanische tuin die is ingericht volgens de specificaties van Carl Linnaeus. Het Gustavianum herbergt een uniek anatomisch theater. Nog een wereldvermaarde bezienswaardigheid is het Muntkabinet van de universiteit van Uppsala. Ook het voormalige zomerverblijf van Linnaeus, het Linnaeus' Hammarby, wordt beheerd door de universiteit.
Bekende alumni zijn onder anderen: Anders Celsius, Carl Linnaeus, Carl Alexander Clerck, Anders Jonas Ångström, August Strindberg, Håkan Nesser, Olaus Rudbeck, Daniel Solander, Pär Lagerkvist en Johann Christian von Schreber. Ook werkte de Nobelprijswinnaar Svante Arrhenius aan deze universiteit. Arrhenius wordt beschouwd als een van de grondleggers van de fysische chemie.
De Universiteit van Uppsala heeft partners over de hele wereld. Samen met de Universiteit Gent, de Georg-August-Universität Göttingen, de Universiteit Leiden, en de Rijksuniversiteit Groningen vormt de Universiteit van Uppsala bijvoorbeeld een strategische alliantie, de U4.